# Jörg Friedrich (Ruderer)
Jörg Friedrich (* 7. Juli 1959 in Brandenburg a.d Havel) ist ein ehemaliger Ruderer aus der DDR. 1980 wurde Friedrich Olympiasieger im Achter.
Der Ruderer von der SG Dynamo Potsdam gewann 1975 und 1977 bei der Spartakiade im Zweier ohne Steuermann. 1977 siegte er zusammen mit Dietmar Schiller bei den Junioren-Weltmeisterschaften. 1979 wurden beide bei der Weltmeisterschaft in Bled Weltmeister mit dem DDR-Achter. 1980 bei den Olympischen Spielen 1980 in Moskau gewann der Achter in der Besetzung Bernd Krauß, Hans-Peter Koppe, Ulrich Kons, Jörg Friedrich, Jens Doberschütz, Ulrich Karnatz, Uwe Dühring und Schlagmann Bernd Höing mit Klaus-Dieter Ludwig als Steuermann mit fast drei Sekunden Vorsprung auf die zweitplatzierten Briten. Für diesen Erfolg wurde er mit dem Vaterländischen Verdienstorden in Silber ausgezeichnet.
Bei der Weltmeisterschaft 1981 in München waren Friedrich und Ludwig in den Vierer gewechselt und gewannen den Titel in der Besetzung Harald Jährling, Bernd Niesecke, Jörg Friedrich, Dietmar Schiller und Klaus-Dieter Ludwig, während der DDR-Achter nur Vierter wurde. Im Jahr darauf saßen bis auf Schiller alle im Achter und belegten bei der Weltmeisterschaft in Luzern den zweiten Platz. 1983 bei der Weltmeisterschaft in Duisburg gewannen Schiller, Friedrich, Niesecke, Bernd Eichwurzel und Ludwig Silber im Vierer.
Der gelernte Tischler arbeitete in der Bezirksbehörde der Deutschen Volkspolizei (BDVP) Potsdam, kehrte aber nach 1990 in den Tischlerberuf zurück.